# Lazzaro Opizio Pallavicini
Lazzaro Opizio Pallavicini ou Pallavicino (30 de outubro de 1719 - 23 de fevereiro de 1785) foi um cardeal da Igreja Católica a partir de 26 de setembro de 1766.
Ele nasceu em Gênova , na Itália. Ele era sobrinho do cardeal Lazzaro Pallavicino (1602-1680).
Foi ordenado sacerdote em 1754. Serviu como núncio apostólico no Reino de Nápoles de 1754 a 1859 e como núncio na Espanha de 1760 a 1767. Em 1769, o papa Clemente XIV nomeou-o secretário de Estado . Ele participou dos conclaves papais de 1769, 1774 e 1775. 
Pallavicini, de uma nobre família genovesa , estudou desde 1732 a lei civil e eclesiástica em Roma. Ele era então um referente ao tribunal apostólico . Em 1754 ele recebeu as ordens mais baixas. Após sua consagração diácono em 10 de março de 1754, foi ordenado sacerdote nove dias depois . Em 1 de abril do mesmo ano ele se tornou arcebispo titular de Naupactus . A consagração episcopal doou-o em 7 de abril de 1754 O cardeal Federico Marcello Lante , co-consagradores foram o arcebispo Antonio Branciforte Colonna e Bruno BallyetOCD, bispo da Babilônia . A partir de 1754 Pallavicini trabalhou como Núncio , primeiro em Nápoles , depois na Espanha. Em 26 de setembro de 1766 ele foi Clemente XIII. Cardeal nomeado. Embora ainda estivesse na Espanha, foi nomeado legado em Bolonha em dezembro de 1766 . Somente quando retornou a Roma em 1768, sua nomeação foi repetida.
Quando Pallavicini estava em Bolonha, o papa Clemente XIII morreu. em Roma. Ele foi imediatamente a Roma para participar do conclave para a eleição do sucessor. O novo papa, Clemente XIV , nomeou o cardeal Pallavicini imediatamente após sua eleição como cardeal secretário de Estado, o qual ele também sob Pio VI. manteve-se. Quando o cardeal Carlo Vittorio Amedeo lance delle , o prefeito da Congregação para o Clero , por Piedmont foi enviado Pallavicini foi usado como um representante. Como Cardeal delle Lance morreu em 25 de janeiro de 1784, Pallavicini acabou sendo Pro Prefeito da Congregação. Ele morreu um ano depois e estava na igrejaEnterrado Santa Maria sopra Minerva .